# Tigres de Nancy
I Tigres de Nancy sono una squadra di football americano di Nancy, in Francia; la squadra femminile partecipa al Challenge Féminin.

## Dettaglio stagioni

### Tornei nazionali

#### Campionato

##### Challenge Féminin
| Stagione | regular season | regular season | regular season | regular season | regular season | regular season | playoff | playoff | playoff | playoff | playoff | playoff   | playoff    |
|          | Vin            | Par            | Per            | Tot            | PF             | PS             | Vin     | Per     | Tot     | PF      | PS      | risultato | avversaria |
| -------- | -------------- | -------------- | -------------- | -------------- | -------------- | -------------- | ------- | ------- | ------- | ------- | ------- | --------- | ---------- |
| 2016     | 0              | 0              | 5              | 5              | 6              | 114            | -       | -       | -       | -       | -       | -         | -          |
| 2017     | 1              | 0              | 3              | 4              | 20             | 98             | -       | -       | -       | -       | -       | -         | -          |
| Totale   | 1              | 0              | 8              | 4              | 26             | 212            | -       | -       | -       | -       | -       |           |            |

Fonti: Enciclopedia del Football - A cura di Roberto Mezzetti

## Palmarès
- 3 Coppe della Lega dell'Est (2006, 2007, 2008)
- 1 Coppa di Lorena (2008)
- 3 Coppe della Lega dell'Est junior (2008, 2009, 2010)
- 1 Coppa di Lorena junior (2008)